# Save a Prayer
Save a Prayer, singel av Duran Duran, utgiven 9 augusti 1982. Det blev gruppens dittills största hit med en 2:a plats på engelska singellistan. Den lanserades med en video inspelad i Sri Lanka som regisserades av Russell Mulcahy. I USA släpptes singeln först 1985 med liveversionen från Arena på b-sidan.

## Låtlista
7" Singel
1. Save a Prayer – 5:24
2. Hold Back the Rain (Remix) – 3:58

12" Singel
1. Save a Prayer – 5:24
2. Hold Back the Rain (Remix) – 7:05

CD-singel
(Inkluderad i Singles Box set 1981-1985)
1. Save a Prayer – 5:28
2. Hold Back the Rain (Remix) – 4:01
3. Hold Back the Rain (12" Remix) – 7:06

## Listplaceringar
| Lista (1982)   | Topplacering |
| -------------- | ------------ |
| Nya Zeeland    | 35           |
| Storbritannien | 2            |

### Fotnoter
1. ↑  ”Listplacering”. Arkiverad från originalet den 10 november 2012. https://web.archive.org/web/20121110171948/http://charts.org.nz/showitem.asp?interpret=Duran+Duran&titel=Save+A+Prayer&cat=s. Läst 10 september 2011.
2. ↑  ”Listplacering”. Arkiverad från originalet den 25 maj 2012. https://archive.is/20120525165706/http://www.chartstats.com/release.php?release=9909. Läst 10 september 2011.